# Лецлинген
Лецлинген (њем. Letzlingen) општина је у њемачкој савезној држави Саксонија-Анхалт. Једно је од 40 општинских средишта округа Алтмарк Салцведел. Према процјени из 2010. у општини је живјело 1.545 становника. Посједује регионалну шифру (AGS) 15081320.

## Географски и демографски подаци
Лецлинген се налази у савезној држави Саксонија-Анхалт у округу Алтмарк Салцведел. Општина се налази на надморској висини од 86 метара. Површина општине износи 64,7 km². У самом мјесту је, према процјени из 2010. године, живјело 1.545 становника. Просјечна густина становништва износи 24 становника/km².